# Paul Boffa
Paul Boffa (Vittoriosa, 30 juni 1890 – Paola, 6 juli 1962) was een Maltees sociaaldemocratisch politicus.
Hij studeerde aan het Lyceum en medicijnen aan de Koninklijke Universiteit van Malta. In 1912 studeerde hij af en werd een huisarts. Gedurende de Eerste Wereldoorlog (1914-1918) werkte hij als arts op diverse Britse marineschepen. Na de oorlog opende hij een praktijk in Paola (ten zuiden van Valletta). 
In 1921 begaf Boffa zich in de politiek en in 1923 sloot hij zich aan bij de Labour Party van Malta. In 1924 werd hij voor de Labour Party in de Nationale Vergadering gekozen. In 1927 en in 1932 werd hij herkozen. In 1933 werd de Nationale Vergadering door de Britse koloniale administratie opgeheven. Van 1936 tot 1939 was Boffa lid van de Uitvoerende Raad van Malta. 
Tijdens de Tweede Wereldoorlog (1939-1945) werkte hij opnieuw als arts in dienst van het Britse leger. 
In 1945 werd hij in de (herstelde) Nationale Vergadering gekozen en na de verkiezingsoverwinning van de Labour Party in 1947, werd hij in november 1947 de eerste Labour-premier van Malta. 
In 1949 viel de Labour Party (LP) na een intern conflict uiteen. Vicevoorzitter van de LP, Dominic Mintoff, richtte de Malta Labour Party op, terwijl Boffa de Malta Workers Party (MWP) oprichtte. Boffa bleef tot de verkiezingen van 1950 minister-president. Tijdens deze verkiezingen verloor Boffa zijn parlementszetel, maar bij de verkiezingen van 1951 herwon hij deze zetel. Van 1951 tot 1955 maakte hij als minister van Volksgezondheid en Sociale Zaken deel uit van de PN/MWP regering-Borg Olivier.
Bij de verkiezingen van 1955 besloot de MWP niet meer mee te doen. De verkiezingen werden gewonnen door Mintoffs MLP. Boffa diende zijn ontslag in. Hij bleef echter politiek actief en werd erevoorzitter van de Christian Workers Party, een afsplitsing van de MLP, die zich tegen de antiklerikale koers van Mintoff verzette.
Paul Boffa werd in 1956 om zijn verdiensten geridderd en mag zich als sir laten aanspreken.
Zijn belangrijkste verdiensten voor de Maltese samenleving waren de invoering van de Maltese taal in gerechtshoven, de instelling van verplicht lager onderwijs en het pensioen.
In 1921 trouwde Boffa met Genoveffa Cecy. Zij hadden twee zoons en twee dochters. 
Hij ligt begraven op de Allerzielen Begraafplaats van Tarxien.